# Traverse County
Traverse County er et county i den amerikanske delstat Minnesota. Traverse County ligger i den vestlige del af delstaten og grænser op til Wilkin County i nord, Grant County i nordøst, Stevens County i sydøst og mod Big Stone County i syd. I vest er grænser mod delstaterne North Dakota og South Dakota.
Traverse Countys totale areal er 1.518 km² hvoraf 31 km² er vand. I 2000 havde Traverse County 4.134 indbyggere. Det administrative centrum ligger i byen Wheaton, som også er største by i Traverse County. 
Traverse County blev grundlagt i 1862 og har fået sit navn efter søen Traverse Lake, som ligger i countyet og danner grænse mod South Dakota.
45°46′N 96°28′V / 45.77°N 96.47°V